# Nevado del Tolima
Nevado del Tolima – stratowulkan w środkowej Kolumbii, w departamencie Tolima, w Kordylierze Środkowej (Andy), na terenie Parku Narodowego Los Nevados. Wysokość wulkanu wynosi 5215 m n.p.m.
Nevado del Tolima jest wulkanem czynnym. Ostatnia zaobserwowana erupcja miała miejsce w 1943 roku.